# کالین آرچر
کالین آرچر (انگلیسی: Colin Archer; ۲۲ ژوئیهٔ ۱۸۳۲ – ۸ فوریهٔ ۱۹۲۱ (۸۸ سال)) مهندس و کشتی‌ساز اهل نروژ بود.